# ساندي ستريت
ساندي ستريت (بالإنجليزية: Alexander Whistler Street)‏ هو قاضي أسترالي، ولد في 1959 في سيدني في أستراليا.